# 2013-as U17-es labdarúgó-Európa-bajnokság
A 2013-as U17-es labdarúgó-Európa-bajnokságot Szlovákiában rendezték meg május 3. és május 17. között. A címvédő Hollandia. A tornán 1996. január 1-je után született játékosok vehetnek részt. A torna egy selejtező is volt a 2013-as U17-es labdarúgó-világbajnokságra.

## Selejtezők
A selejtező első fordulójában 52 csapat vett részt, ahonnan 28 csapat jutott tovább az elit körbe. Az elit körből a 7 csoportgyőztes jutott ki az Eb-re, a rendezővel együtt. Az első forduló mérkőzéseit 2012. szeptember 24. és november 14. között, az elit kör mérkőzéseit 2013 márciusában játszották.

### Résztvevők
| Nemzet       | Kvalifikáció módja            | Korábbi részvételek száma (2002 óta) |
| ------------ | ----------------------------- | ------------------------------------ |
| Szlovákia    | Rendező                       | 0                                    |
| Horvátország | Elit kör, 1. csoport győztese | 1                                    |
| Ausztria     | Elit kör, 2. csoport győztese | 2                                    |
| Svédország   | Elit kör, 3. csoport győztese | 0                                    |
| Ukrajna      | Elit kör, 4. csoport győztese | 3                                    |
| Svájc        | Elit kör, 5. csoport győztese | 5                                    |
| Oroszország  | Elit kör, 6. csoport győztese | 1                                    |
| Olaszország  | Elit kör, 7. csoport győztese | 3                                    |

## Csoportkör
| Színmagyarázat                                                                                                   |
| --- |
| A csoportok első két helyezettje bejutott az elődöntőbe és kijutott a 2013-as U17-es labdarúgó-világbajnokságra. |
| A csoportok harmadik helyezettjei kiestek, de kijutottak a 2013-as U17-es labdarúgó-világbajnokságra.            |
| A csoportok negyedik helyezettjei kiestek.                                                                       |

### A csoport
| Csapat     | M | Gy | D | V | G+ | G– | Gk | P |
| ---------- | - | -- | - | - | -- | -- | -- | - |
| Szlovákia  | 3 | 1  | 2 | 0 | 3  | 2  | +1 | 5 |
| Svédország | 3 | 1  | 2 | 0 | 2  | 1  | +1 | 5 |
| Ausztria   | 3 | 1  | 1 | 1 | 3  | 3  | 0  | 4 |
| Svájc      | 3 | 0  | 1 | 2 | 3  | 5  | –2 | 1 |

| 2013. május 5. 14:30 |

| Szlovákia      | 1–0               | Ausztria |
| -------------- | ----------------- | -------- |
| Slaninka 80+2' | (0–0) Jegyzőkönyv |          |

| Mestský štadión, Máriatölgyes Játékvezető: Serdar Gözübüyük (holland) |

| 2013. május 5. 19:30 |

| Svájc | 0–1               | Svédország  |
| ----- | ----------------- | ----------- |
|       | (0–1) Jegyzőkönyv | Engvall 38' |

| Štadión pod Dubňom, Zsolna Játékvezető: Anasztásziosz Szidirópulosz (görög) |

| 2013. május 8. 16:00 |

| Ausztria    | 1–1               | Svédország |
| ----------- | ----------------- | ---------- |
| Zivotic 49' | (0–1) Jegyzőkönyv | Suljic 44' |

| Mestský štadión, Máriatölgyes Játékvezető: Neil Doyle (ír) |

| 2013. május 8. 18:00 |

| Szlovákia              | 2–2               | Svájc                   |
| ---------------------- | ----------------- | ----------------------- |
| Varga 39' Slaninka 69' | (1–2) Jegyzőkönyv | Trachsel 22' Kamber 29' |

| Štadión pod Dubňom, Zsolna Játékvezető: Ivaylo Stoyanov (bolgár) |

| 2013. május 11. 16:30 |

| Svédország | 0–0         | Szlovákia |
| ---------- | ----------- | --------- |
|            | Jegyzőkönyv |           |

| Štadión pod Dubňom, Zsolna Játékvezető: Slavko Vinčić (szlovén) |

| 2013. május 11. 16:30 |

| Ausztria                  | 2–1               | Svájc      |
| ------------------------- | ----------------- | ---------- |
| Baumgartner 11' Ripic 35' | (2–0) Jegyzőkönyv | Kamber 57' |

| Mestský štadión, Máriatölgyes Játékvezető: Nerijus Dunauskas (litván) |

### B csoport
| Csapat       | M | Gy | D | V | G+ | G– | Gk | P |
| ------------ | - | -- | - | - | -- | -- | -- | - |
| Oroszország  | 3 | 1  | 2 | 0 | 4  | 1  | +3 | 5 |
| Olaszország  | 3 | 1  | 2 | 0 | 3  | 2  | +1 | 5 |
| Horvátország | 3 | 1  | 2 | 0 | 2  | 1  | +1 | 5 |
| Ukrajna      | 3 | 0  | 0 | 3 | 2  | 7  | –5 | 0 |

| 2013. május 5. 14:30 |

| Oroszország                                        | 3–0               | Ukrajna |
| -------------------------------------------------- | ----------------- | ------- |
| Khodzhaniyazov 47' Mayrovich 62' Zhemaletdinov 79' | (0–0) Jegyzőkönyv |         |

| Štadión FC ViOn, Aranyosmarót Játékvezető: Ivaylo Stoyanov (bolgár) |

| 2013. május 5. 17:30 |

| Horvátország | 0–0         | Olaszország |
| ------------ | ----------- | ----------- |
|              | Jegyzőkönyv |             |

| Štadión pod Zoborom, Nyitra Játékvezető: Neil Doyle (ír) |

| 2013. május 8. 14:00 |

| Oroszország | 0–0         | Horvátország |
| ----------- | ----------- | ------------ |
|             | Jegyzőkönyv |              |

| Štadión FC ViOn, Aranyosmarót Játékvezető: Nerijus Dunauskas (litván) |

| 2013. május 8. 18:00 |

| Ukrajna          | 1–2               | Olaszország                 |
| ---------------- | ----------------- | --------------------------- |
| Vachiberadze 61' | (0–0) Jegyzőkönyv | Parigini 75' Pugliese 80+3' |

| Štadión pod Zoborom, Nyitra Játékvezető: Slavko Vinčić (szlovén) |

| 2013. május 11. 19:30 |

| Ukrajna       | 1–2               | Horvátország                       |
| ------------- | ----------------- | ---------------------------------- |
| Tsygankov 17' | (1–1) Jegyzőkönyv | Halilović 40' (11-esből) Murić 72' |

| Štadión FC ViOn, Aranyosmarót Játékvezető: Anasztásziosz Szidirópulosz (görög) |

| 2013. május 11. 19:30 |

| Olaszország    | 1–1               | Oroszország |
| -------------- | ----------------- | ----------- |
| Capradossi 43' | (1–1) Jegyzőkönyv | Gasilin 12' |

| Štadión pod Zoborom, Nyitra Játékvezető: Serdar Gözübüyük (holland) |

## Egyenes kieséses szakasz
|  |           |             |             |             |       |             |             |       |
|  | Elődöntők | Elődöntők   | Elődöntők   |             |       | Döntő       | Döntő       | Döntő |
|  | Elődöntők | Elődöntők   | Elődöntők   |             |       | Döntő       | Döntő       | Döntő |
|  | május 14. |             |             |             |       |             |             |       |
|  |           |             |             |             |       |             |             |       |
|  | A1        | Szlovákia   | 0           |             |       |             |             |       |
|  | A1        | Szlovákia   | 0           | május 17.   |       |             |             |       |
|  | B2        | Olaszország | 2           |             |       |             |             |       |
|  | B2        | Olaszország | 2           |             |       | Olaszország | Olaszország | 0 (4) |
|  | május 14. |             |             |             |       | Olaszország | Olaszország | 0 (4) |
|  |           |             | Oroszország | Oroszország | 0 (5) |             |             |       |
|  | B1        | Oroszország | Oroszország | Oroszország | 0 (5) | 0 (10)      |             |       |
|  | B1        | Oroszország |             |             |       |             |             |       |
|  | A2        | Svédország  | 0 (9)       |             |       |             |             |       |
|  | A2        | Svédország  | 0 (9)       |             |       |             |             |       |
|  |           |             |             |             |       |             |             |       |

### Elődöntők
| 2013. május 14. 16:00 |

| Szlovákia | 0–2               | Olaszország                |
| --------- | ----------------- | -------------------------- |
|           | (0–1) Jegyzőkönyv | Pugliese 3' Capradossi 64' |

| Štadión pod Dubňom, Zsolna Játékvezető: Nerijus Dunauskas (litván) |

| 2013. május 14. 16:00 |

| Oroszország | 0–0         | Svédország                                                                                               |
| --- | ----------- | --- |
| | Jegyzőkönyv | |
| Büntetőpárbaj |             | |
| Rudkovskiy Zhemaletdinov Khodzhaniyazov Sheydaev Gasilin Parshikov S. Makarov Likhachev Barinov Mitryushkin Sheydaev | 10–9        | Ssewankambo Wahlqvist Lipovac Berisha Halvadzić Bergman Sonko Sundberg Suljić Ramhorn Mohlin Ssewankambo |

| Štadión pod Dubňom, Zsolna Játékvezető: Slavko Vinčić (szlovén) |

### Döntő
| 2013. május 17. 18:00 |

| Olaszország                                                   | 0–0         | Oroszország                                                             |
| ------------------------------------------------------------- | ----------- | ----------------------------------------------------------------------- |
|                                                               | Jegyzőkönyv |                                                                         |
| Büntetőpárbaj                                                 |             |                                                                         |
| Di Molfetta Cerri Sciacca Capradossi Dimarco Parigini Palazzi | 4−5         | Sheydaev Khodzhaniyazov Parshikov Buranov Gasilin A. Makarov S. Makarov |

| Štadión pod Dubňom, Zsolna Játékvezető: Anasztásziosz Szidirópulosz (görög) |

| A 2013-as U17-es labdarúgó-Európa-bajnokság győztese |
| ---------------------------------------------------- |
| · Oroszország · 3. cím                               |

### Gólszerzők
2 gólos
| - Elio Capradossi - Mario Pugliese | - Martin Slaninka | - Robin Kamber |

1 gólos
| - Dominik Baumgartner - Daniel Ripic - Nikola Zivotic - Alen Halilović - Robert Murić - Vittorio Parigini | - Aleksei Gasilin - Dzhamaldin Khodzhaniyazov - Maksim Mayrovich - Rifat Zhemaletdinov - Atila Varga | - Gustav Engvall - Ali Suljic - Marco Trachsel - Viktor Tsygankov - Beka Vachiberadze |